# Blood Brother
Blood Brother  is een album van de Britse progressieve rock musici Tom Robinson en Jakko M. Jakszyk.
Het album is eerder uitgebracht onder de naam We never had it so good, zij het dat de laatste vier tracks extra toegevoegd zijn.

## Tracklist
1. We Never Had it So Good
2. Driving Through the Desert
3. Blood Brother
4. What Have I Ever Done to You
5. The Baby Rages On
6. Tomboy
7. Kiss and Roll Over
8. Hard Cases
9. Can't Stop : Peter's Theme
10. My Own Sweet Way
11. Rigging It Up
12. Duncannon
13. The War Is Over
14. Jonestown
15. Happy In The Homelands

## Bezetting
- Tom Robinson zang
- Jakko M. Jakszyk gitaar, keyboard, dwarsfluit, marimba, achtergrondzang

Met medewerking van:
- Gavin Harrison slagwerk
- Colin Baldry basgitaar
- Dave Stewart
- Pandit Dinesh
- Danny Thompson
- Mark Ambler
- Mark Ramsden
- Ed Poole
- Winston Blissett
- Sam Brown
- Steve Laurie
- Ebo Ross
- Tony Jackson
- Colin Jacas
- Nick Godfrey